# Aéroport régional de Rapid City
L'aéroport régional de Rapid City (code IATA : RAP • code OACI : KRAP) est un aéroport public municipal situé à 15 km au sud-est du centre-ville de Rapid City, la deuxième plus grande ville du Dakota du Sud, aux États-Unis.

## Destinations
Toutes les destinations sont situées aux États-Unis.
- Charlotte Douglas (American Airlines)
- Chicago O'Hare (American Airlines et United Airlines)
- Denver international (United Airlines)
- Minneapolis Saint-Paul (Delta Air Lines et Sun Country Airlines)
- Las Vegas Harry-Reid (Allegiant Air)
- Phoenix Mesa-Gateway (Allegiant Air)